# Куганак (станция)
Куганак (башк.: Ҡуғанаҡ) — станция 5 класса Башкирского региона Куйбышевской железной дороги, расположенная в селе Большой Куганак Куганакского сельсовета Стерлитамакского района республики Башкортостан.

## Расположение и инфраструктура
Железнодорожная станция расположена в границах села Большой Куганак. Возможен подъезд на автотранспорте по улице Вокзальная. В 500 метрах к северу от станции находится переезд через ж/д пути (автодорога Стерлитамак - Красноусольский). В 1,3 км к северу от станции расположена остановка общественного транспорта. Неподалёку от станции расположен Куганакский кирпичный завод.
Станция имеет два пути и одну боковую низкую платформу с западной стороны. Здание вокзала было закрыто в 1990-е гг., остался небольшой навес от дождя. Билетных касс нет. Коммерческие операции, выполняемые по станции: прием и выдача повагонных отправок грузов, допускаемых к хранению на открытых площадках станций; прием и выдача грузов повагонными и мелкими отправками, загружаемых целыми вагонами, только на подъездных путях и местах необщего пользования; посадка и высадка пассажиров на (из) поезда пригородного и местного сообщения. Прием и выдача багажа не производятся.

## Дальнее сообщение
Пассажирские поезда №371/372 Уфа - Андижан и №381/382 Уфа - Ташкент на станции Куганак не останавливаются.

## Пригородное сообщение
Станция Куганак является промежуточной для всех пригородных поездов. Пригородное сообщение осуществляется рельсовыми автобусами РА1 и РА2. По состоянию на март 2020 года остановку на станции Куганак имеют поезда:
- Стерлитамак — Карламан (ежедневно, 1 поезд в сообщении Стерлитамак - Карламан, 2 поезда в сообщении Карламан - Стерлитамак, время в пути от/до Стерлитамака - 28 минут, от/до Карламана - 1 час 37 минут - 1 час 45 минут)
- Стерлитамак — Уфа (ежедневно, 1 пара поездов, время в пути от/до Стерлитамака - 28 минут, от/до Уфы - 3 часа 02 минут - 3 часа 11 минут)

Текущее расписание пригородных поездов по железнодорожной станции Куганак можно посмотреть здесь:
- Расписание пригородных поездов. Яндекс.Расписания.